# Linde (Radevormwald)
Linde ist eine Hofschaft in Radevormwald im Oberbergischen Kreis im nordrhein-westfälischen Regierungsbezirk Köln in Deutschland.

## Lage und Beschreibung

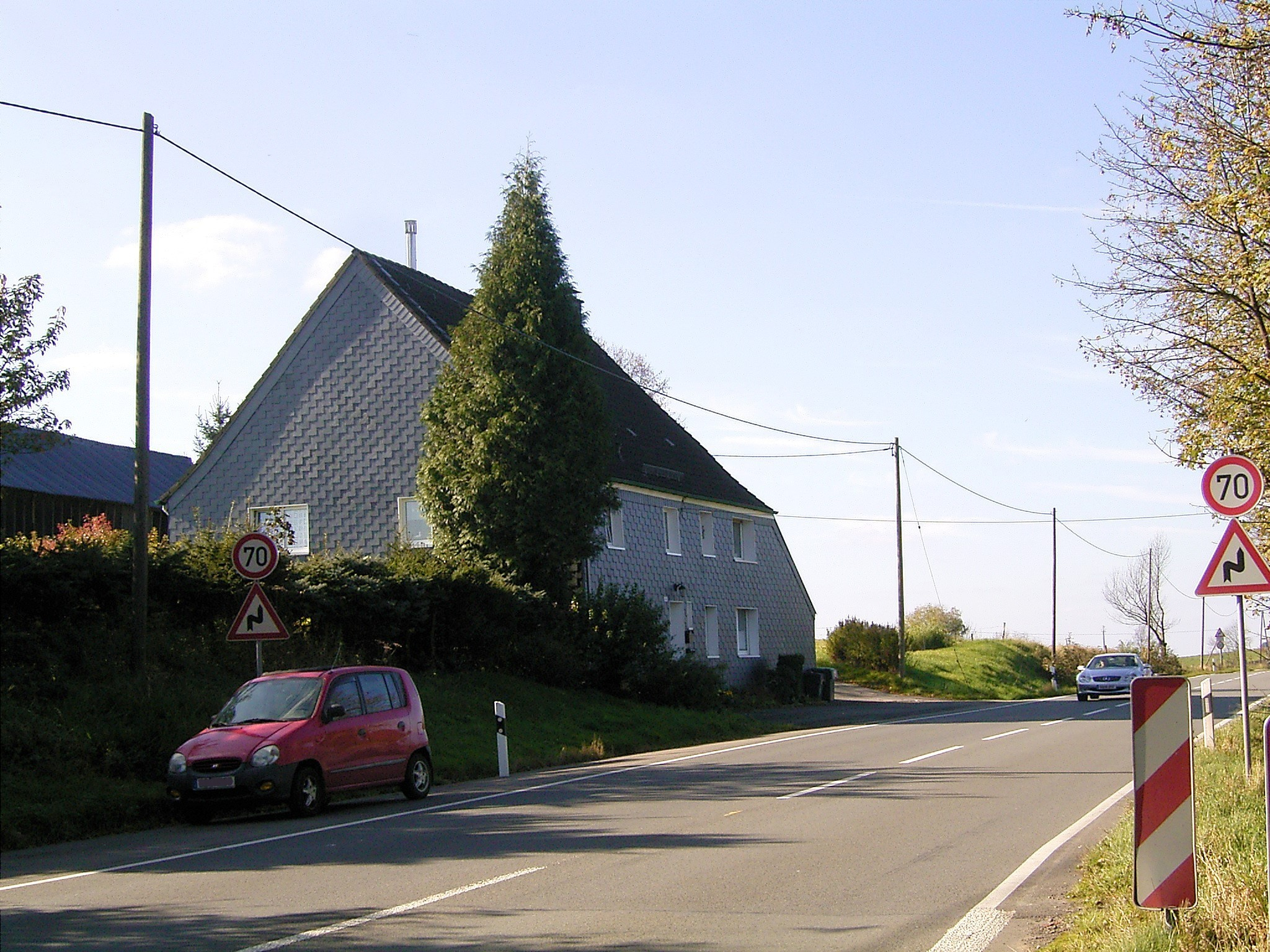
Linde liegt unmittelbar an der Stadtgrenze zu Halver. Blick auf Linde aus Richtung Halver

Linde liegt im Osten des Radevormwalder Stadtgebietes an der Stadtgrenze zu Halver. Die Nachbarorte sind Altendorf, Tanne, Kettlershaus und Handweiser. Der Ort ist auf Radevormwalder Stadtgebiet über die Bundesstraße 229 zu erreichen.
Über die im Ort gelegene Haltestelle der Linie 134 (VRL) besteht Anbindung an das öffentliche Verkehrsnetz.

## Geschichte
1513 wird der Ort in Kirchenrechnungen der reformierten Kirchengemeinde Radevormwald erstmals mit der Bezeichnung „Unter den Linden“ genannt.
Linde lag außerhalb des Schutzbereiches eines 300 m westlich an der Hofschaft vorbeiführenden Teilabschnittes der Bergischen Landwehr, die von Wuppertal-Elberfeld bis nach Marienheide-Krommenohl reichte. Die Bergische Landwehr sicherte das Bergische Territorium vor Einfällen aus dem Märkischen. Der Heimatforscher Gerd Helbeck datiert die Entstehung dieser Landwehr auf das frühe 14. Jahrhundert.